# 삼학연의
《삼학연의》(三學演義)는 NEOTYPE이 집필한 대한민국의 라이트 노벨이다. 일러스트는 Natora(1 - 5권)와 Gearous(6권 - )가 담당하고 있다.

## 간행 목록
| #  | 발매일           | 부제               | ISBN               |
| -- | ---------------- | ------------------ | ------------------ |
| 01 | 2013년 10월 1일  | 성도공방전         | ISBN 9788967307844 |
| 02 | 2013년 12월 1일  | 낙봉파에 잠든 봉황 | ISBN 9791156270126 |
| 03 | 2014년 3월 1일   | 적벽에 부는 바람   | ISBN 9791156277521 |
| 04 | 2014년 7월 1일   | 동오동란           | ISBN 9791131900154 |
| 05 | 2014년 12월 10일 | 폭풍전야           | ISBN 9791131903445 |
| 06 | 2015년 7월 15일  | 관도대전의 서막    | ISBN 9791131933091 |
| 07 | 2016년 4월 1일   | 관도대전           | ISBN 9791131939864 |

## 애니메이션
2016년 3월에 애니메이션 제작 결정이 발표되었다. 애니메이션 제작은 haoliners에서 담당한다.

## 같이 보기
- 노블엔진
- NEOTYPE